# Општина Кабешти (Бихор)
Кабешти (рум. Căbeşti) општина је у Румунији у округу Бихор.
Општина се налази на надморској висини од 206 m.